# رودي ليمان
رودي ليمان (بالعبرية: רודי להמן‏) هو نحات إسرائيلي، ولد في 25 أغسطس 1903 في برلين في ألمانيا، وتوفي في 1977 في جفعاتايم في إسرائيل.